# کیوکوربیت‌اوریل

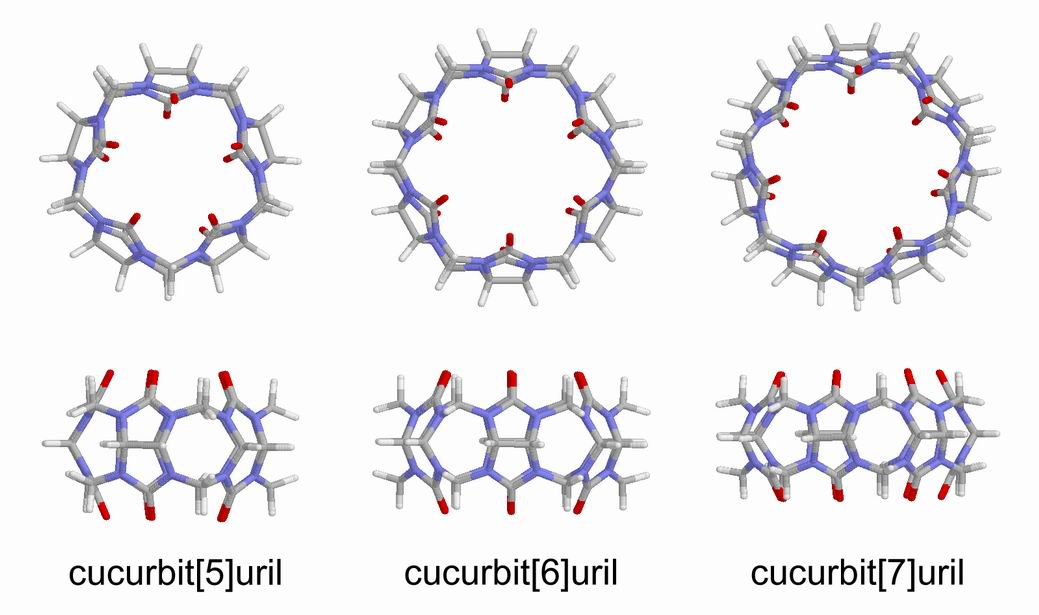
مدل‌های رایانه‌ای CB[۵]، CB[۶] و CB[۷]. ردیف بالا نمای داخل حفره و قسمت پایین نمای جانبی را نشان می‌دهد.

کیوکوربیت‌اوریل‌ها یا کیوکوربیتوریل‌ها مولکول‌های درشت‌حلقه‌ای هستند که از مونومرهای گلیکول‌اوریلی (=C۴H۲N۴O۲=) ساخته شده‌است که توسط پل‌های متیلن (-CH۲-) به هم متصل شده‌اند. اتم‌های اکسیژن در امتداد لبه‌های نوار قرار دارند و به سمت داخل متمایل می‌شوند و یک حفره تا حدی محصور را تشکیل می‌دهند. این نام از شباهت این مولکول با کدو تنبلی از خانواده کدوییان گرفته شده‌است.
کیوکوربیت‌اوریل‌ها معمولاً به صورت کوکوربیت[n]اوریل نوشته می‌شوند که n تعداد واحدهای گلیکول‌اوریل است. دو علامت اختصاری CB[n] یا به شکل ساده‌تر CBn نیز رایج هستند.
این ترکیبات به ویژه به این دلیل برای شیمیدان‌ها جالب هستند که میزبان‌های مناسبی برای مجموعه‌ای از گونه‌های خنثی و کاتیونی هستند. تصور می‌شود که حالت اتصال از طریق برهمکنش‌های آبگریز، و در مورد مهمان‌های کاتیونی، از طریق برهمکنش‌های کاتیون-دوقطبی نیز رخ می‌دهد. ابعاد کیوکوربیت‌اوریل‌ها معمولاً در مقیاس ~ ۱۰ Å است. به عنوان مثال، حفره کوکوربیت[۶]اوریل دارای ارتفاع ~ ۹٫۱ Å، قطر خارجی ~ ۵٫۸ Å، و قطر داخلی ~ ۳٫۹ Å است.
کیوکوربیت‌اوریل‌ها برای اولین بار در سال ۱۹۰۵ توسط رابرت برند، با متراکم کردن گلیکولوریل با فرمالدهید سنتز شدند، اما ساختار آنها تا سال ۱۹۸۱ مشخص نشد. این حوزه مطالعاتی با کشف و جداسازی CB5، CB7 و CB8 توسط کیم کیمون در سال ۲۰۰۰ گسترش یافت تا به امروز کیوکوربیت‌اوریل‌های متشکل از ۵، ۶، ۷، ۸، ۱۰ و ۱۴ واحد تکراری همگی جدا شده‌اند، که دارای حجم‌های حفره داخلی به ترتیب ۸۲، ۱۶۴، ۲۷۹، ۴۷۹ و ۸۷۰ Å3 هستند. یک کیوکوربیت‌اوریل متشکل از ۹ واحد تکراری هنوز جدا نشده‌است (تا سال ۲۰۰۹). سایر کپسول‌های مولکولی رایج که شکل مولکولی مشابهی با کیوکوربیت‌اوریل‌ها دارند عبارتند از سیکلودکسترین‌ها، کالیکسارن‌ها و پیلارآرن‌ها.